# シプリアニ
シプリアニ (Cipriani) はイタリアで生産された競走馬である。イギリス、アイルランドで競走馬生活を送ったあとは日本で種牡馬となり、ネヴァービートらとともに日本におけるネヴァーセイダイ系ブームを担った。

## 経歴
現役時代は1960年（2歳）から1962年（4歳）まで走り、通算成績17戦4勝。主要なレースではサセックスステークス2着が目立つ程度。英ダービー5着、愛ダービー6着と、一流と呼ぶには物足りない戦績であった。そのほか、コロネーションステークス（サンダウン競馬場で行われた10ハロン7ヤードの競走で、現在の英G3ブリガディアジェラードステークス。同名のG1競走とは別）、ファルマスハンデキャップ（ヨーク競馬場で行われた一般戦で、ファルマスステークスとは別）などに勝っている。引退後に日本軽種馬協会が購入して輸入され、翌1963年から種牡馬として供用された。
輸入された当時はヒンドスタンが日本の競馬界を席巻しており、父ネヴァーセイダイもシプリアニが輸入された1962年に英愛リーディングサイアーになったものの、日本ではまだ実績がなかった。それらの事情と自身の地味な競走成績が重なり、初期のころのシプリアニは、その産駒ともども大して期待をされていなかった。のちの代表産駒のトウメイは貧相な馬体から「ネズミ」と呼ばれ、中央入厩当初は担当厩務員がつかないという、期待馬とは程遠い扱いであった。ヒカルイマイにいたっては農家に片手間で育てられ、馴致すらされない有り様であったという。
しかし、初年度産駒のアトラスが1966年の小倉3歳ステークスで早々と父に重賞初勝利を届けるなど重賞戦線で活躍。翌1967年から始まった同系種牡馬のネヴァービート産駒の活躍も重なり、次第に注目を集めるようになる。1969年には桜花賞2着、オークス3着のトウメイ、皐月賞3着のタカツバキと、クラシック戦線で活躍する産駒も現れる。そして1971年にはヒカルイマイが皐月賞、日本ダービーの二冠馬となり、トウメイが天皇賞（秋）、有馬記念を勝って啓衆社賞年度代表馬に輝き、その年の競馬界を席巻。翌年も桜花賞、ビクトリアカップを勝ったアチーブスターを出し、その名声は確固たるものとなった。ところが、これからという矢先の1973年に種付け中の事故により、15歳で死亡した。
現在の中央競馬におけるGI級の大レースを勝った唯一の牡馬であるヒカルイマイがサラ系だったこともあり、後継種牡馬には恵まれず、東京大賞典（当時3000m）で3:08.6のレコードタイムをマークして勝利したフアインポートが新潟3歳ステークスを勝ったマイネルムートや南関東の旧3、4歳牝馬の三大競走を総ナメにしたグレイスタイザンなどを出して唯一気を吐いた程度で、ほかの産駒はまったく走らなかった。結局孫世代から後継種牡馬は現れず、父系は途絶えている。

### 主な産駒
※太字は現在の中央G1競走に相当するレースの勝ち馬
- 1964年生
  - アトラス（CBC賞、小倉3歳ステークス、京都4歳特別、北九州記念、京都金杯、小倉大賞典、小倉記念、種牡馬）
- 1966年生
  - トウメイ（天皇賞〈秋〉、有馬記念、マイラーズカップ連覇、牝馬東京タイムズ杯、京都4歳特別、阪急杯、桜花賞2着）
  - タカツバキ（きさらぎ賞）
- 1967年生
  - ヤマニビーナス（京都牝馬特別）
- 1968年生
  - ヒカルイマイ（日本ダービー、皐月賞、NHK杯、きさらぎ賞、種牡馬）
- 1969年生
  - アチーブスター（桜花賞、ビクトリアカップ）
  - シンモエダケ（阪神4歳牝馬特別、シンザン記念、阪神3歳ステークス2着）
- 1970年生
  - ロツコーイチ（北九州記念、小倉大賞典、小倉記念）
- 1971年生
  - トドロキムサシ（東京大賞典、NTV盃、東京王冠賞、種牡馬）
  - エクセルラナー（ステイヤーズステークス）
  - エリモカンセイ（京阪杯）
- 1973年生
  - フアインポート（東京大賞典、戸塚記念、NTV盃、種牡馬）
  - キタノカイウン（デイリー杯3歳ステークス）

### 母の父としての主な産駒
- テイタニヤ（オークス、桜花賞、クイーンカップ）
- テンメイ（天皇賞〈秋〉、京都大賞典、菊花賞2着、種牡馬）
- スズユウ（東京ダービー、帝王賞、東京大賞典、東京盃、種牡馬）
- イズミダツパー（東海三冠馬）
- カールスバツト（京王杯オータムハンデキャップ）
- タイホウジエミー（関東オークス、しらさぎ賞）

## 血統表
| シプリアニの血統（ナスルーラ系 / Blandford5×5=6.25%） | シプリアニの血統（ナスルーラ系 / Blandford5×5=6.25%） | シプリアニの血統（ナスルーラ系 / Blandford5×5=6.25%） | （血統表の出典）   | （血統表の出典） |
| 父 Never Say Die 1951 栗毛                            | 父の父Nasrullah 1940 鹿毛                             | Nearco                                                | Pharos             | Pharos           |
| 父 Never Say Die 1951 栗毛                            | 父の父Nasrullah 1940 鹿毛                             | Nearco                                                | Nogara             |                  |
| 父 Never Say Die 1951 栗毛                            | 父の父Nasrullah 1940 鹿毛                             | Mumtaz Begum                                          | Blenheim           | Blenheim         |
| 父 Never Say Die 1951 栗毛                            | 父の父Nasrullah 1940 鹿毛                             | Mumtaz Begum                                          | Mumtaz Mahal       |                  |
| 父 Never Say Die 1951 栗毛                            | 父の母Singing Grass 1944 栗毛                         | War Admiral                                           | Man o'War          | Man o'War        |
| 父 Never Say Die 1951 栗毛                            | 父の母Singing Grass 1944 栗毛                         | War Admiral                                           | Brushup            |                  |
| 父 Never Say Die 1951 栗毛                            | 父の母Singing Grass 1944 栗毛                         | Boreale                                               | Vatout             | Vatout           |
| 父 Never Say Die 1951 栗毛                            | 父の母Singing Grass 1944 栗毛                         | Boreale                                               | Galaday II         |                  |
| 母 Carezza 1953 鹿毛                                  | 母の父Rockefella 1941 黒鹿毛                          | Hyperion                                              | Gainsborough       | Gainsborough     |
| 母 Carezza 1953 鹿毛                                  | 母の父Rockefella 1941 黒鹿毛                          | Hyperion                                              | Selene             |                  |
| 母 Carezza 1953 鹿毛                                  | 母の父Rockefella 1941 黒鹿毛                          | Rockfel                                               | Felstead           | Felstead         |
| 母 Carezza 1953 鹿毛                                  | 母の父Rockefella 1941 黒鹿毛                          | Rockfel                                               | Rockliffe          |                  |
| 母 Carezza 1953 鹿毛                                  | 母の母Canzonetta 1944 鹿毛                            | Turkhan                                               | Bahram             | Bahram           |
| 母 Carezza 1953 鹿毛                                  | 母の母Canzonetta 1944 鹿毛                            | Turkhan                                               | Theresina          |                  |
| 母 Carezza 1953 鹿毛                                  | 母の母Canzonetta 1944 鹿毛                            | Madrigal                                              | Prince Galahad     | Prince Galahad   |
| 母 Carezza 1953 鹿毛                                  | 母の母Canzonetta 1944 鹿毛                            | Madrigal                                              | Mandoline F-No.2-e |                  |

- 母Carezzaはベレスフォードプレート（現在のアイルランドG2ベレスフォードステークス）、プリンセスロイヤルステークスの勝ち馬。
- 半弟Creteは愛2000ギニー3着。
- 半妹のアンセリア、その娘セラが繁殖牝馬として日本に輸入されており、セラの産駒にマイラーズカップを勝ったロングヒエンがいる。ただし、後継に恵まれず、2頭ともその子孫は残っていない。
- 半妹のCurrahill Castleはブラジルに渡り、その地でG1を3勝したブラジル古牝馬チャンピオンのFausse Monnaieの母となった。Fausse Monnaieはブラジルと南アフリカ共和国で3頭のG1馬の母となっている。